# Grand Prix de Fourmies
Le Grand Prix de Fourmies est une course cycliste française créée en 1928 et qui se déroule sur une journée autour de la ville de Fourmies, dans le Nord.
En 1936, cette course se déroule en deux demi-étapes. De 1960 à 1962, 1972 et 1973, l’épreuve se déroule en deux étapes. Il n’y a pas eu d’épreuve d’organisée en 1966.
Le Grand Prix de Fourmies est classé par l’UCI en catégorie 1.HC de 2005 à 2019, et compte pour la Coupe de France de cyclisme. En 2020, il intègre l'UCI ProSeries, le deuxième niveau du cyclisme international.

## Histoire
La création du Grand Prix de Fourmies date de 1928. Auguste Goutierre, président de l'Union vélocipédique fourmisienne (UVF), décide de créer une course supérieure aux « ducasses » de l'époque et pour permettre d'aider l'émergence au plus haut niveau d'un coureur du club, Albert Barthélémy. La première édition de la course a lieu le 10 juin 1928 et neuf coureurs sont présents au départ, sur les douze inscrits initialement. Échappé dans le dernier tour du circuit avec le Belge Achille Bauwens, Barthélémy le devance au sprint à l'arrivée. Barthélémy, qui gagne également quelques jours plus tard une autre course créée par Gouttière, Paris-Avesnes-Fourmies, récidive les deux années suivantes.
Le 13 janvier 2016, le comité d'organisation du Grand Prix de Fourmies dépose sa candidature pour faire partie de l'UCI World Tour, la course étant alors depuis 2005 en classe HC de l'UCI Europe Tour. Jacques Thibaux, président de ce comité, déclare au conseil d'administration « On pourrait se dire, on reste où on est et on se tire une balle dans le pied mais c’est de notre responsabilité de postuler à l’élite mondiale, le World Tour B, pour la saison 2017. Pourquoi ? Parce que cette course ne nous appartient pas. Elle appartient à tous les Fourmisiens et il est de notre devoir de ne pas les décevoir ».
Finalement le Grand Prix de Fourmies n'est pas retenu pour l'UCI World Tour 2017, et reste en catégorie 1.HC. Cependant, en 2020, il intègre l'UCI ProSeries, le deuxième niveau du cyclisme international. Cette édition est néanmoins annulée en raison de la pandémie de Covid-19.

## Parcours
L'épreuve se déroule autour de la ville de Fourmies, à l'extrême sud-est du département du Nord.
Après une incursion dans l'Aisne (Hirson, Wimy), le parcours remonte vers le nord et traverse notamment les localités de Sains-du-Nord, Eppe-Sauvage, Trélon, au cours de plusieurs boucles successives. La dernière boucle, plus petite, est tracée dans Fourmies et ses alentours.
Traversant le bocage vallonné de l'Avesnois, les coureurs évoluent durant les 200 km de l'épreuve sur des routes qui ne sont jamais plates, avec beaucoup de faux-plats et de courtes montées plus raides, mais peu de réelles côtes. C'est un parcours qui sur le papier laisse sa chance à beaucoup de types de coureurs, et qui permet une course toujours très animée du début à la fin. Depuis quelques années la victoire revient très souvent aux sprinteurs, ce qui était moins le cas auparavant. Il s'agit d'un sprint un peu particulier, car les tout derniers kilomètres sont en descente jusqu'à la dernière ligne droite, et celle-ci comporte une légère courbe à moins de 200m de la ligne d'arrivée.

## Palmarès

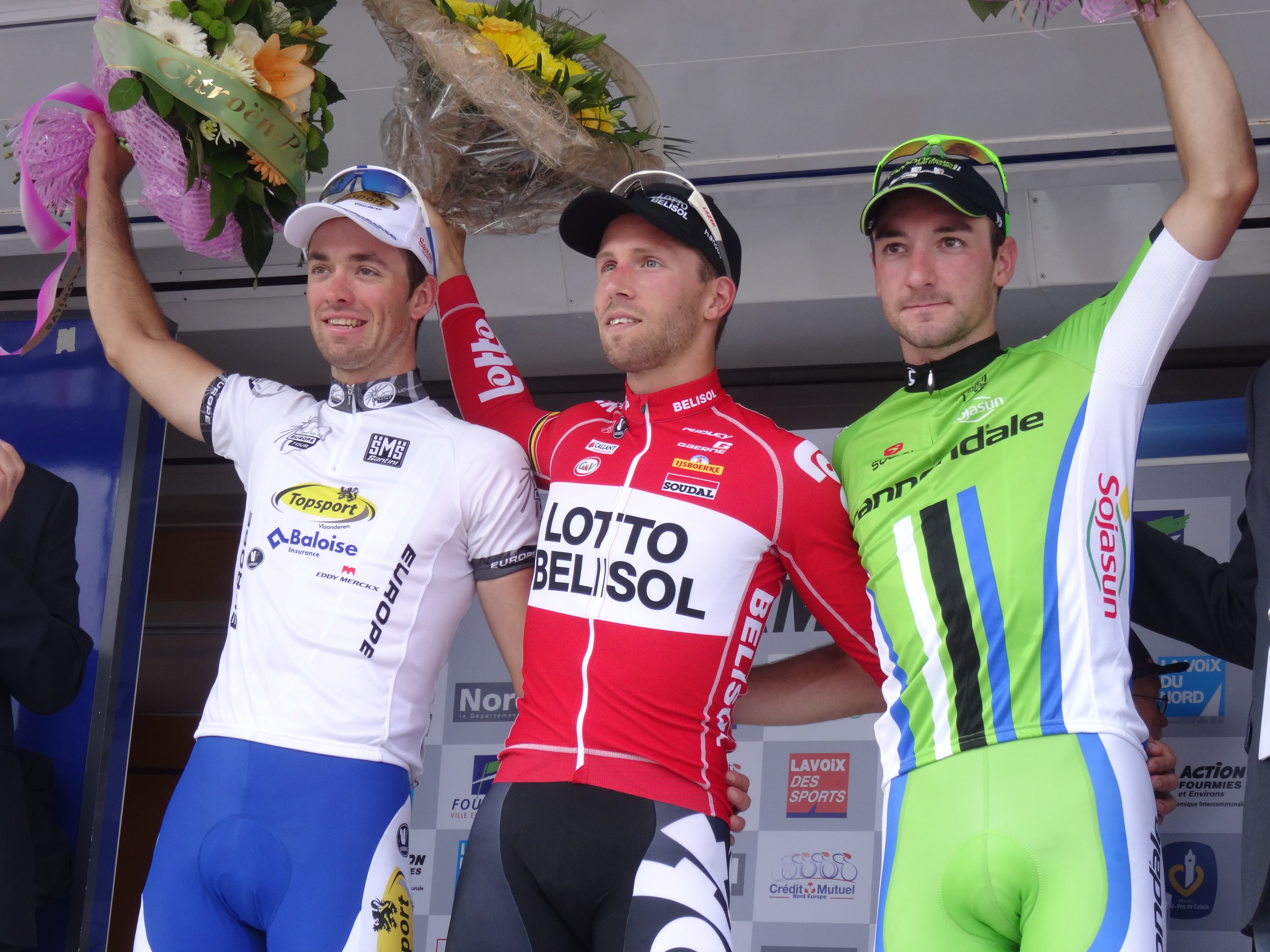
Podium de l'édition 2014 : Tom Van Asbroeck (2e), Jonas Van Genechten (1er) et Elia Viviani (3e).

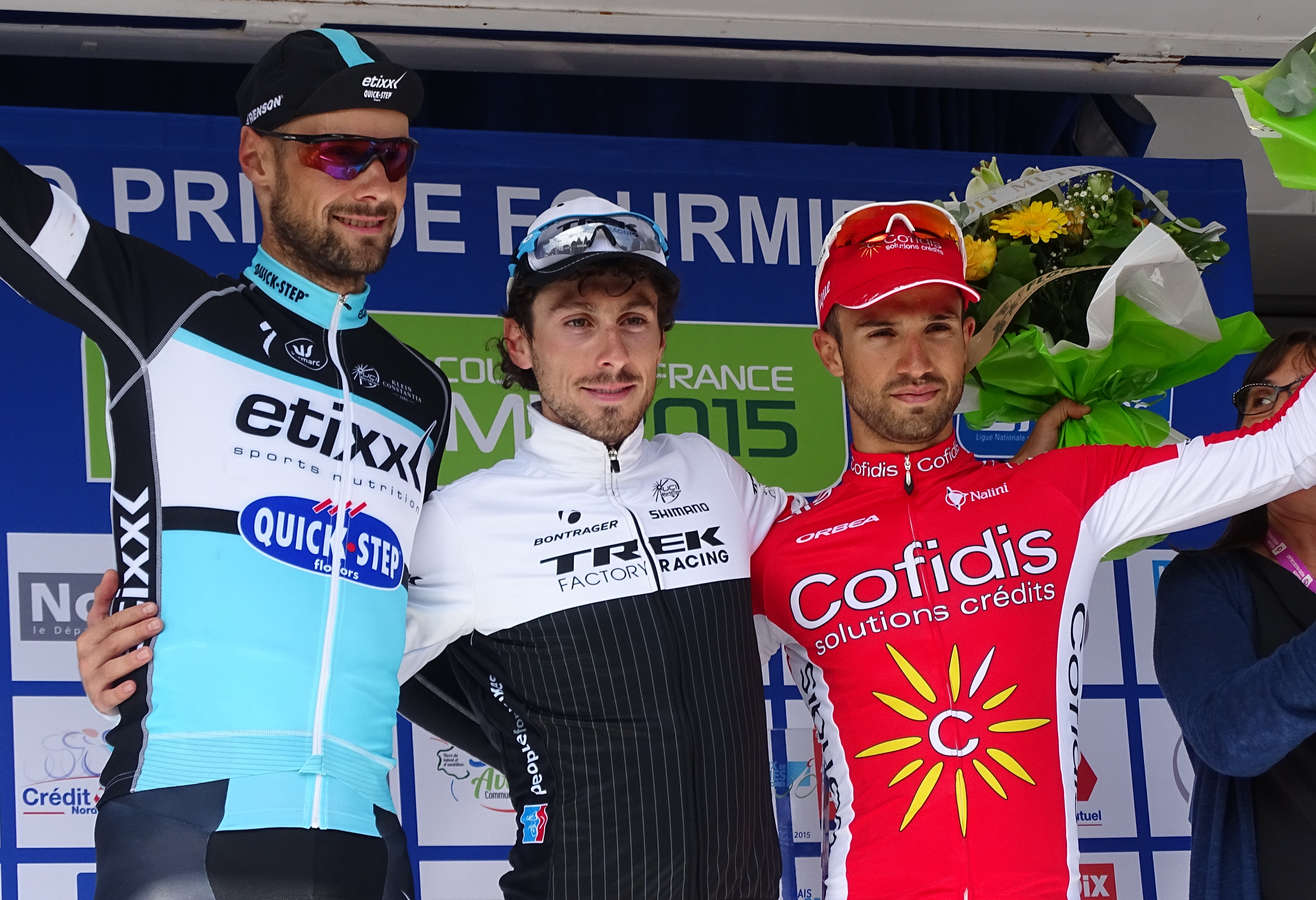
Podium de l'édition 2015 : Tom Boonen (2e), Fabio Felline (1er) et Nacer Bouhanni (3e).

| Année            | Vainqueur               | Deuxième                | Troisième                 |
| ---------------- | ----------------------- | ----------------------- | ------------------------- |
| 1928             | Albert Barthélémy       | Achille Bauwens         | Maurice Denamur           |
| 1929             | Albert Barthélémy       | Joseph Vanderhaegen     | Rémi Decroix              |
| 1930             | Albert Barthélémy       | Rémy Verschaetse        | Marcel Muffat             |
| 1931             | André Vanderdonckt      | Joseph Vanderhaegen     | Albert Barthélémy         |
| 1932             | Georges Christiaens     | Albert Barthélémy       | Gustave Beckaert          |
| 1933             | François Mintkiewicz    | Fernand Lemay           | Kamiel Vermassen          |
| 1934             | Maurice Leleux          | Marcel Duquenne         | Émile Joly                |
| 1935             | Éloi Meulenberg         | Raymond Debruyckere     | Robert Wierinck           |
| 1936             | Léon Lebon              | Emile Bribosia          | Odilon Mewis              |
| 1937             | Gabriel Dubois          | Albert Perikel          | Paul Botquint             |
| 1938             | Gabriel Dubois          | André Denhez            | Georges Hubatz            |
| 1939             | Emile Laplanche         | Wadislas Albrechlinsky  | Bruno Gaspérini           |
| 1941             | Maurice De Muer         | Marcel Delfosse         | Raymond Debruyckere       |
| 1943             | Camille Blanckaert      | Jules Carion            | Louis Déprez              |
| 1946             | René Lafosse            | Eloi Vantighem          | Georges Blum              |
| 1947             | Fernand Patté           | Camille Blanckaert      | Fernand Delvallée         |
| 1948             | Georges Hubatz          | Yvon Hayez              | Édouard Klabinski         |
| 1949             | Eugène Dupuis           | Francis Delepière       | Yvon Hayez                |
| 1950             | Édouard Klabinski       | Lucien Maelfait         | Roger Sannier             |
| 1951             | Francis Delepière       | Cyriel Maes             | Julien Conan              |
| 1952             | Michel Vuylsteke        | César Marcelak          | Louis Déprez              |
| 1953             | Gilbert Pertry          | Gilbert Scodeller       | Pierre Pardoën            |
| 1954             | Serge Mménéghétti       | Stanislas Gnoinski      | Hubert Colas              |
| 1955             | Pierre Pardoën          | Elio Gerussi            | Paul Taildeman            |
| 1956             | Elio Gerussi            | Pierre Pardoën          | Jean-Claude Annaert       |
| 1957             | Jean Stablinski         | Tarcisio Carrara        | Georges Dufranne          |
| 1958             | Pierre Machiels         | Jean Pasinetti          | Jean Dacquay              |
| 1959             | André Noyelle           | Camille Le Menn         | Albert Bouvet             |
| 1960             | Michel Vermeulin        | Maurice Munter          | Raymond Poulidor          |
| 1961             | Joseph Wasko            | Édouard Delberghe       | Camille Le Menn           |
| 1962             | Guy Ignolin             | Gérard Thiélin          | Alfons Hellemans          |
| 1963             | Benoni Beheyt           | Norbert Coreelman       | Jean-Pierre Van Haverbeke |
| 1964             | Frans Melckenbeeck      | Lode Troonbeeckx        | Jo de Roo                 |
| 1965             | Georges Van Coningsloo  | Willy Bocklant          | Roger Swerts              |
| 1966 Non disputé |                         |                         |                           |
| 1967             | Willy Van Neste         | Jos Huysmans            | Willy Monty               |
| 1968             | Gerben Karstens         | Willy Bocklant          | Roger Rosiers             |
| 1969             | Ronald De Witte         | Jan Krekels             | Harry Steevens            |
| 1970             | Noël Vantyghem          | Leif Mortensen          | Frans Verbeeck            |
| 1971             | Barry Hoban             | Herman Beysens          | Gilbert Bellone           |
| 1972             | René Pijnen             | Leif Mortensen          | Noël Vantyghem            |
| 1973             | Eddy Merckx             | Joop Zoetemelk          | Joseph Bruyère            |
| 1974             | Willy Teirlinck         | Christian De Buysschere | Georges Talbourdet        |
| 1975             | Dietrich Thurau         | Ludo Peeters            | Walter Planckaert         |
| 1976             | Jean-Luc Vandenbroucke  | Dietrich Thurau         | Patrick Béon              |
| 1977             | Jean-Luc Vandenbroucke  | Raphaël Constant        | André Chalmel             |
| 1978             | Yves Hézard             | Daniel Gisiger          | Jean Chassang             |
| 1979             | Jean-Luc Vandenbroucke  | Etienne Van der Helst   | Jean-René Bernaudeau      |
| 1980             | Jacques Bossis          | Gery Verlinden          | Etienne Van der Helst     |
| 1981             | Jozef Lieckens          | Régis Clère             | Francis Castaing          |
| 1982             | Rudy Matthijs           | Paul Haghedooren        | Jan Wijnants              |
| 1983             | Gilbert Duclos-Lassalle | Kim Andersen            | Ferdi Van Den Haute       |
| 1984             | Ferdi Van Den Haute     | Pierre Bazzo            | Laurent Fignon            |
| 1985             | Jean Habets             | Leo van Vliet           | Gilbert Duclos-Lassalle   |
| 1986             | Jozef Lieckens          | Gert-Jan Theunisse      | Jean-Marie Wampers        |
| 1987             | Adrie van der Poel      | Jozef Lieckens          | Eric Van Lancker          |
| 1988             | Edwin Bafcop            | Sean Kelly              | Dirk Demol                |
| 1989             | Martial Gayant          | Jean-François Brasseur  | Hendrik Redant            |
| 1990             | Frans Maassen           | Søren Lilholt           | Mauro Gianetti            |
| 1991             | Vincent Lacressonnière  | Jean-Claude Colotti     | Nico Verhoeven            |
| 1992             | Olaf Ludwig             | Stéphane Hennebert      | Mauro Gianetti            |
| 1993             | Maximilian Sciandri     | Dimitri Zhdanov         | Laurent Madouas           |
| 1994             | Andrea Tafi             | Gianluca Bortolami      | Gianluca Gorini           |
| 1995             | Maximilian Sciandri     | Frank Vandenbroucke     | Rolf Sørensen             |
| 1996             | Michele Bartoli         | Frank Vandenbroucke     | Claudio Chiappucci        |
| 1997             | Andrea Tafi             | Gianluca Bortolami      | Michele Bartoli           |
| 1998             | Luca Mazzanti           | Anthony Langella        | Oscar Pelliccioli         |
| 1999             | Dimitri Konyshev        | Maximilian Sciandri     | Dave Bruylandts           |
| 2000             | Andrej Hauptman         | Andrea Ferrigato        | Bo Hamburger              |
| 2001             | Scott Sunderland        | Fred Rodriguez          | Jens Voigt                |
| 2002             | Gianluca Bortolami      | Laurent Jalabert        | Cédric Vasseur            |
| 2003             | Baden Cooke             | Daniele Nardello        | Fabian Wegmann            |
| 2004             | Andrey Kashechkin       | Dmitriy Fofonov         | Thor Hushovd              |
| 2005             | Robbie McEwen           | Stefan van Dijk         | Jean-Patrick Nazon        |
| 2006             | Philippe Gilbert        | Adrián Palomares        | Michael Albasini          |
| 2007             | Peter Velits            | Daniele Nardello        | Baden Cooke               |
| 2008             | Giovanni Visconti       | Stéphane Goubert        | Fabio Sacchi              |
| 2009             | Romain Feillu           | Manuel Belletti         | Yauheni Hutarovich        |
| 2010             | Romain Feillu           | Davide Appollonio       | Kenny Dehaes              |
| 2011             | Guillaume Blot          | Alexander Kristoff      | Stefan van Dijk           |
| 2012             | Lars Bak                | Alexander Kristoff      | Marcel Kittel             |
| 2013             | Nacer Bouhanni          | André Greipel           | Bryan Coquard             |
| 2014             | Jonas Van Genechten     | Tom Van Asbroeck        | Elia Viviani              |
| 2015             | Fabio Felline           | Tom Boonen              | Nacer Bouhanni            |
| 2016             | Marcel Kittel           | Nacer Bouhanni          | Bryan Coquard             |
| 2017             | Nacer Bouhanni          | Marc Sarreau            | Rüdiger Selig             |
| 2018             | Pascal Ackermann        | Arnaud Démare           | Álvaro Hodeg              |
| 2019             | Pascal Ackermann        | Jasper Philipsen        | Boy van Poppel            |
| 2021             | Elia Viviani            | Pascal Ackermann        | Fernando Gaviria          |
| 2022             | Caleb Ewan              | Dylan Groenewegen       | Amaury Capiot             |
| 2023             | Tim Merlier             | Gerben Thijssen         | Matteo Moschetti          |
| 2024             | Arvid de Kleijn         | Gerben Thijssen         | Søren Wærenskjold         |
| 2025             |                         |                         |                           |